# 宁化军
宁化军，北宋时设置的军。
太平兴国五年（980年）置，治所在宁化县（今山西省宁武县西南宁化）。辖境相当今山西省宁武县及静乐县北部、原平市西部地。金朝大定二十二年（1182年），升为宁化州。